# 배리 딜러

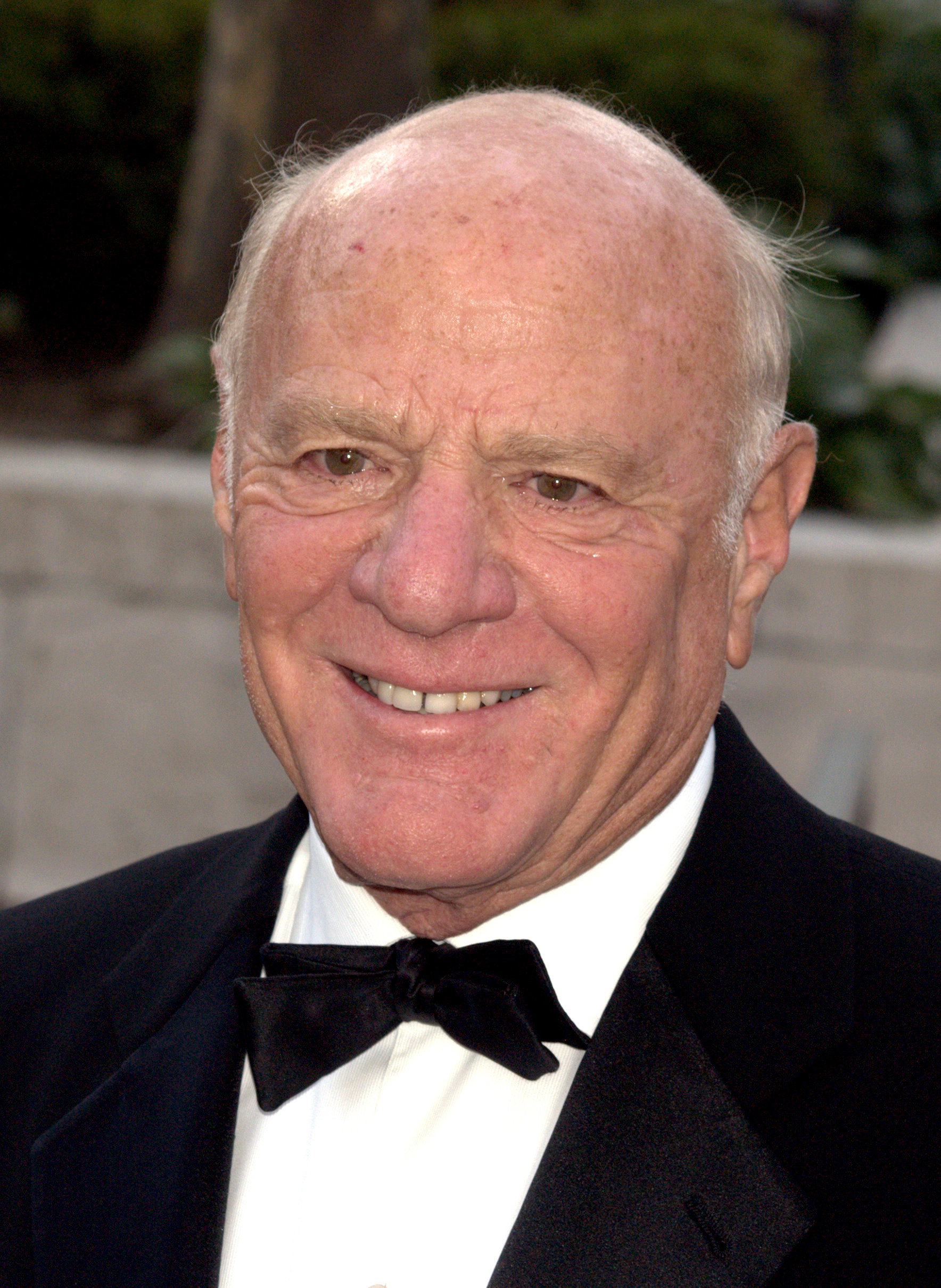
2009년 모습

배리 딜러(Barry Diller, 본명: 배리 찰스 딜러, Barry Charles Diller, 1942년 2월 2일 ~ )는 미국의 사업가이다. 그는 IAC (기업) 및 익스피디아 그룹의 회장 겸 고위 경영자이며 폭스 방송과 USA 브로드캐스팅을 설립했다. 딜러는 1994년 텔레비전 명예의 전당에 헌액되었다.

## 어린시절
딜러는 1942년 2월 2일 캘리포니아주 샌프란시스코의 유대인 가정에서 마이클 딜러(Michael Diller)와 그의 아내 레바(Reva, née Addison) 사이에서 태어났다. 그의 어머니는 영업사원으로 일했고, 그의 아버지는 여행하는 세일즈맨이었다.

## 경력
딜러는 3주 만에 UCLA를 중퇴한 후 윌리엄 모리스 에이전시(William Morris Agency)의 우편실에서 가족 관계를 통해 경력을 시작했다. 회사 파일룸과의 근접성 덕분에 그는 자유 시간을 보내 자료실을 읽고 엔터테인먼트 산업의 전체 역사를 배울 수 있었다. 그는 엘튼 룰(Elton Rule)의 조수로 고용되었으며 당시 ABC의 웨스트코스트(West Coast) 대표였으며 딜러는 1964년에 그를 위해 일하면서 그를 뉴욕으로 데려가는 동시에 방송국 사장으로 승진했다. 딜러는 곧 장편 영화에 대한 방송권 협상을 담당하게 되었다. 그는 1965년 개발 담당 부사장으로 승진했다. 이 직위에서 딜러는 ABC 금주의 영화를 제작하여 텔레비전 전용으로 제작된 90분짜리 정규 영화 시리즈를 통해 텔레비전용 영화의 개념을 개척했다.